# Cabo Fourcroy
Cabo Fourcroy está localizado na ponta oeste da Bathurst Island. O ciclone Tracy passou por aqui em dezembro de 1974. É o local do Farol do Cabo Fourcroy.
Acredita-se que o cabo tenha o nome de Antoine François, conde de Fourcroy, em 26 de julho de 1803 por Louis de Freycinet, em sua viagem no Le Géographe, na expedição de Baudin à Austrália.
No dia 31 de dezembro de 1942, um Esquadrão N.º 31 da RAAF de Bristol Beaufighter caiu perto do Cabo, mas ambos os membros da tripulação puderam sair e foram resgatados.